# Bělá (Děčín)
Bělá  (německy Bielau) je X. část statutárního města Děčín. Nachází se na severozápadě Děčína. Celou Bělou protéká Bělský potok, kde kromě toho taktéž napájí Terezínský rybník.
Z Teplické ulice v Dolním Oldřichově odbočuje severozápadním směrem Saská ulice, podél níž se rozkládá stará údolní vesnice Bělá. Vzhledem k vysokému převýšení si v horní části dochovala horský charakter a díky silničnímu napojení směrem k Děčínskému Sněžníku má význam pro turistiku i pro rekreaci. Do konce 19. století se rozvinula v jednu z největších obcí na Děčínsku.
Děčín X-Bělá leží v katastrálním území Bělá u Děčína o rozloze 5,64 km². V katastrálním území Bělá u Děčína leží i Děčín XIX-Čechy.

## Historie
První písemná zmínka o vesnici pochází z roku 1454. Od roku 1882 zde působila porcelánka Juliuse Dresslera zaměřená na výrobu fajáns, majoliky a porcelánu, která zanikla v období během druhé světové války nebo krátce po ní.

## Obyvatelstvo
Při sčítání lidu v roce 1921 v Bělé žilo 1 990 obyvatel (z toho 975 mužů), z nichž bylo 54 Čechoslováků, 1 869 Němců, dva příslušníci jiné národnosti a 65 cizinců. Většina (1 836 osob) se hlásila k římskokatolické církvi, ale ve vsi bylo také osmdesát evangelíků, 49 příslušníků nezjišťovaných církví a 25 lidí bez vyznání. Podle sčítání lidu z roku 1930 měla Bělá 2 296 obyvatel: 62 Čechoslováků, 2 134 Němců, tři příslušníky jiné národnosti a 97 cizinců. Převažovala římskokatolická většina (1 586 osob), 537 lidí bylo bez vyznání a 141 se jich hlásilo k evangelickým církvím. Kromě nich byl jeden člověk členem církve československé, 26 lidí patřilo k církvi starokatolické a dva k jiným nezjišťovaným církvím.
|                                                                | 1869 | 1880  | 1890  | 1900  | 1910  | 1921  | 1930  | 1950  | 1961  | 1970  | 1980  | 1991  | 2001  | 2011  |
| -------------------------------------------------------------- | ---- | ----- | ----- | ----- | ----- | ----- | ----- | ----- | ----- | ----- | ----- | ----- | ----- | ----- |
| Obyvatelé                                                      | 792  | 1 065 | 1 370 | 1 597 | 2 229 | 1 990 | 2 296 | 1 409 | 1 495 | 1 428 | 1 260 | 1 040 | 1 137 | 1 023 |
| Domy                                                           | 107  | 131   | 144   | 161   | 192   | 199   | 255   | 270   | —     | 222   | 223   | 237   | 247   | 257   |
| Počet domů z roku 1961 je zahrnut v domech místní části Děčín. |      |       |       |       |       |       |       |       |       |       |       |       |       |       |

## Pamětihodnosti
- Kostel svatého Františka Xaverského
- Fara čp. 74
- Venkovská usedlost čp. 25
- Venkovská usedlost čp. 30, Saská ulice

## Galerie

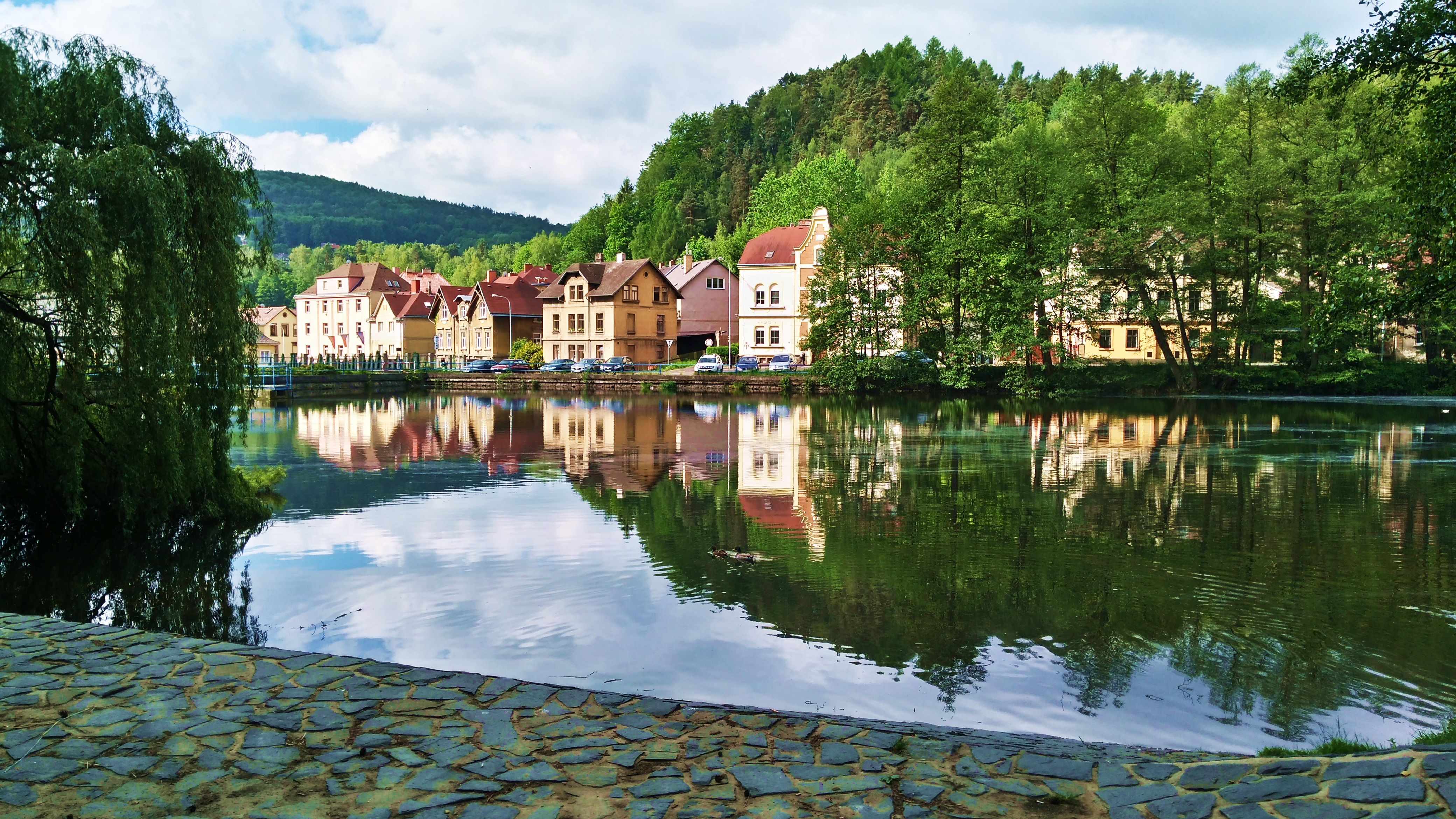
Bělá a Terezínský rybník
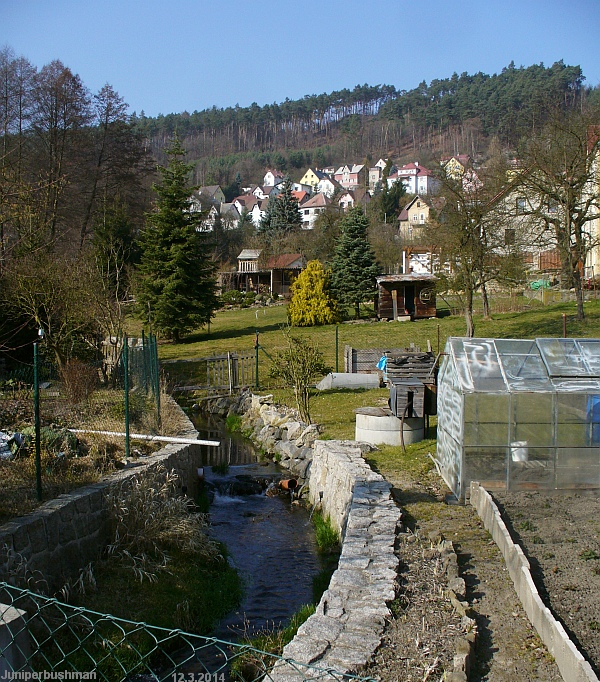
Bělský potok
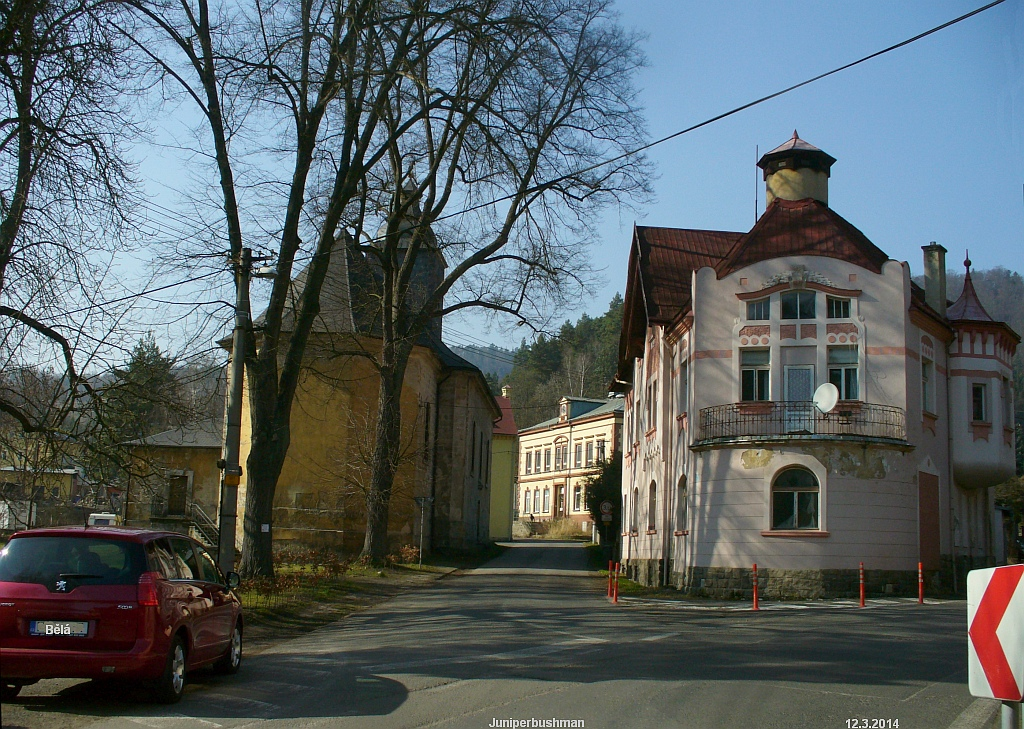
Začátek Družstevní ulice
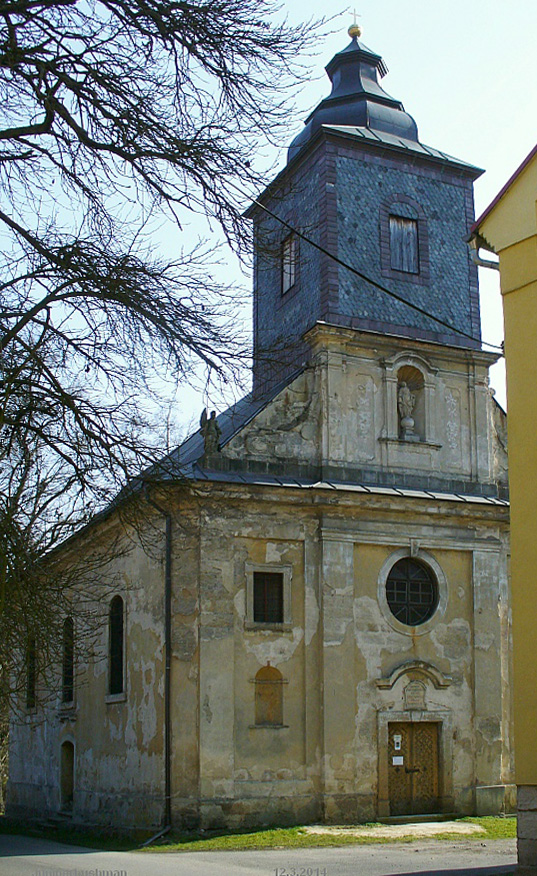
Kostel svatého Františka Xaverského
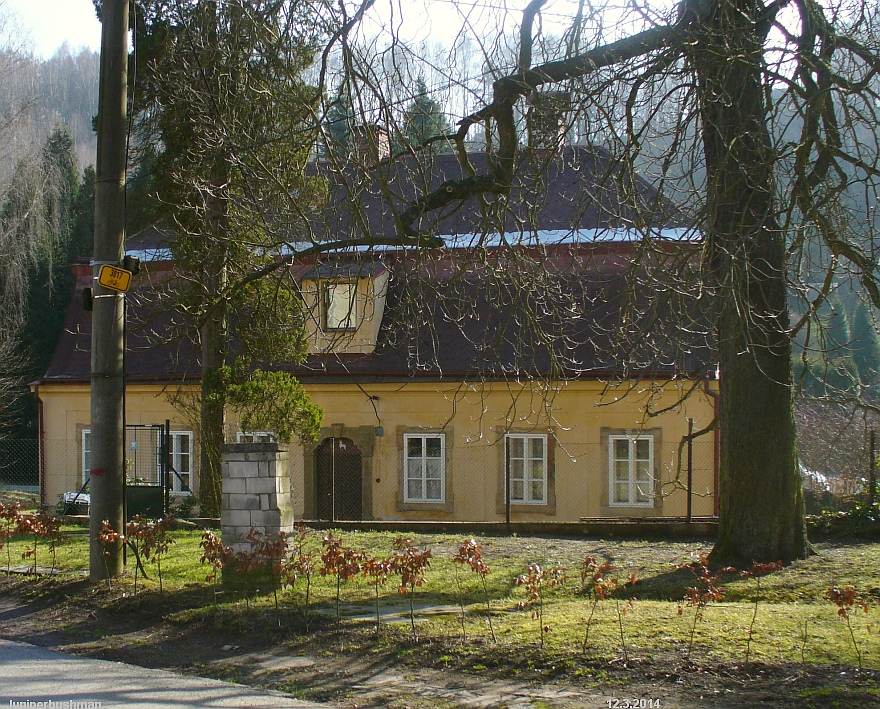
Fara
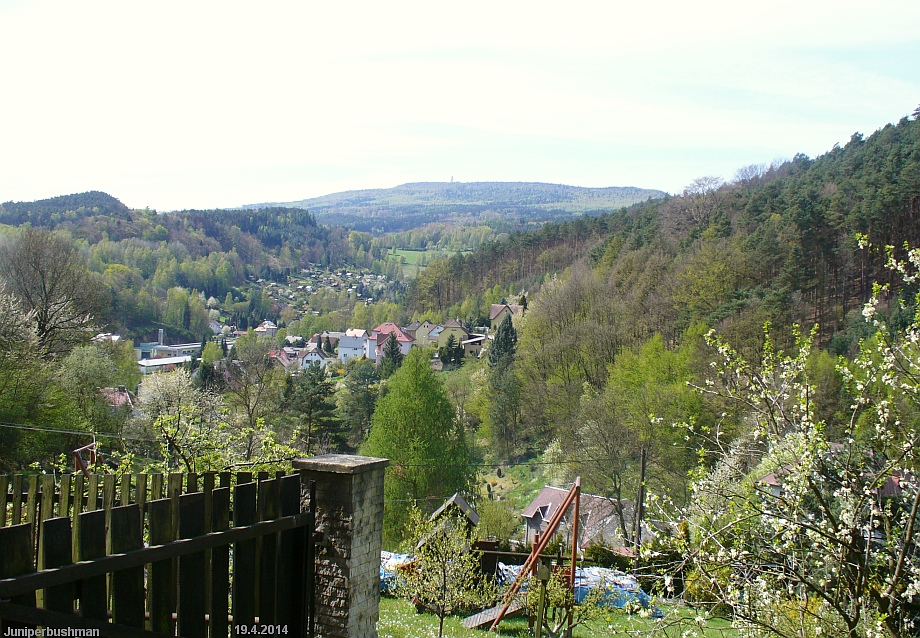
Pohled od posledního domu v ulici 5. května